# كاثلين وايت
كاثلين وايت (بالإنجليزية: Kathleen Whyte)‏ هي فنانة منسوجات ‏ أمريكية، ولدت في 1909 في Arbroath ‏ في المملكة المتحدة، وتوفيت في 1996.